# ヘンゼルとグレーテル

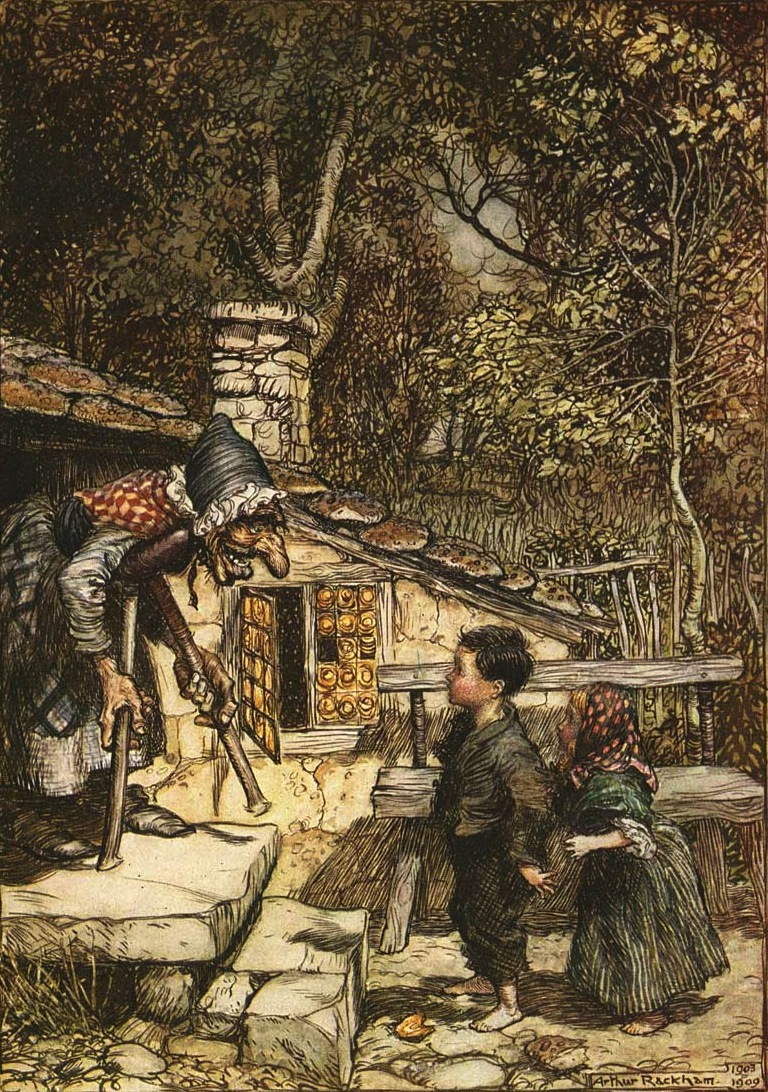
アーサー・ラッカムによる挿絵（1909年）

「ヘンゼルとグレーテル」(独: Hänsel und Gretel, KHM 15) は、グリム童話に収録されている作品。

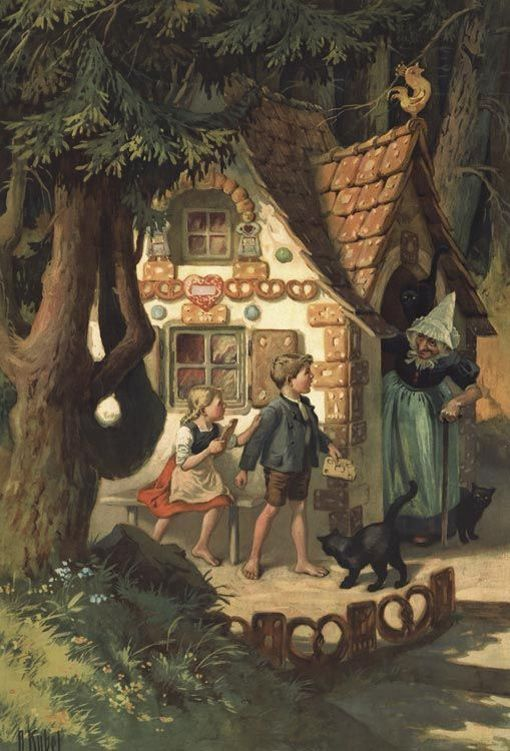
オットー・クーベル（1868年～1951年）

長く続いた飢饉で困った親が口減らしのために子捨てをする話。中世ヨーロッパの大飢饉（1315年から1317年の大飢饉(en)）の記憶を伝える話という見方がある。こうした飢饉の時代は16世紀末のジャガイモの耕作の始まりまで続いていた。

## あらすじ
ある森のそばに、貧しい木こりの夫婦とその子であるヘンゼルとグレーテルの兄妹が暮らしていた。その日のパンに事欠くほど貧しかった一家は、あるときからまったくパンが手に入らなくなり、どうしようもなくなった。そんな夜、木こりの妻は夫に子供を森の中に捨ててくるように提案する。木こりはためらうが、妻に押し切られて承知してしまう。
両親の会話を漏れ聞き、妹のグレーテルは泣き始めるが、兄のヘンゼルは自分がなんとかするからと妹をなだめ、ひとり外に出て月の光を受けて光る白い石をポケットいっぱいに集める。
翌日、両親に連れられて兄妹は森の中へ入っていくが、帰りの道しるべとしてヘンゼルは道々白い石を落としながら歩く。森の真ん中で両親はあとで迎えに来ると言い残して去って行き、そのまま夜となった。泣き出すグレーテルの手を引いて、白い石を辿りながら夜通し森を歩き、朝になってふたりは家にたどり着く。
木こりは子供たちの帰還を喜ぶが、妻は表面では喜んだものの心中では怒っていた。パンが底をつきかけた頃、妻は木こりにふたりが家に戻って来られないほどの森の奥まで連れて行こうと持ちかけ、木こりも一度やってしまったことだからとやむなく承諾する。両親の会話を聞いていたヘンゼルはまた小石を拾いに行こうとするが、戸口が閉められていて拾うことができなかった。
翌朝、両親に連れられて兄妹は森に入る。ヘンゼルは小石の代わりに弁当として与えられたパン（クリスプ・ブレッドなどのハードブレッド）をポケットの中で粉々に砕き、道しるべとして道々落として歩く。そのまま二人は生まれてから来たこともないほど森の奥に連れて行かれた。お母さんたちは夜になったら迎えに来ると言い残して去って行くが、昼が過ぎ、夜になっても誰も現れなかった。
月が昇り、ヘンゼルは目印となるはずのパンのかけらを探すが、パンのかけらは森の何千もの鳥がついばんでしまったため、見つけることができなかった。ヘンゼルとグレーテルは野いちごで飢えをしのぎながら3日間森の中をさまよう。
3日目の昼頃、森の中で屋根がケーキ、壁がパン、窓が砂糖で作られた小さな家を見つける。二人が夢中でその家を食べていると、中から老婆が現れる。老婆は驚くふたりの手を取って家の中に誘い、食事やお菓子、ベッドを提供する。しかし、この老婆の正体は子供をおびき寄せ、殺して食べる悪い魔女だった。
翌朝、ふたりが目覚める前にベッドに現れた魔女は、ヘンゼルを掴むと狭い家畜小屋に押し込んでグレーテルを大声で起こし、「おまえの兄さんを太らせてから食うから、太らせるための食事を作れ」と命じる。グレーテルは泣きながらも魔女の言うことを聞くしかなかった。それから毎日のようにヘンゼルは上等の食事を与えられる。目の悪い魔女はヘンゼルの指を触って太り具合を確かめようとするが、ヘンゼルは指の代わりに食事の残りの骨を差し出したため、魔女はヘンゼルが一向に太らないのを不思議に思い、ヘンゼルを食べるのを先延ばしにする。
しかし、4週間も経つと魔女はついに我慢ができなくなり、ヘンゼルが太っていようといまいと、明日殺して煮て食うから大鍋の準備をしろとグレーテルに命じる。翌朝、グレーテルに大鍋を火にかけ湯を沸かすように言いつけ、魔女はパンを焼くかまどを準備しはじめる。グレーテルは兄を煮るための鍋を沸かすに至った自分の運命を嘆き、無言でその時を待つ。
そのとき、魔女がグレーテルを呼び、目の悪い自分の代わりにパン窯に入ってパンの焼け具合を確かめろと言いつける。内心、魔女は中に入ったグレーテルを閉じ込めて、焼いて食べるつもりだった。ところが、グレーテルは魔女の意図を察し、窯に入るやり方が分からないふりをして、魔女に手本を見せるように促す。魔女が窯に入った途端、グレーテルは魔女を押し込み外からかんぬきを掛ける。窯の中から魔女のうめき声がし始めたところでグレーテルは台所から逃げ出したので、魔女はそのまま焼け死んでしまう。
グレーテルはヘンゼルを助け出し、ふたりは喜び合う。魔女の家には多くの財宝があり、ポケットにいっぱいの宝石や真珠を詰めたふたりは家路につく。家では妻が病で亡くなってしまい、木こりは子供達を捨てたことをずっと悔やんでいた。帰ってきたふたりの姿を見て木こりは喜び、子供たちが持ち帰った財宝で金持ちになる。

## 登場人物
ヘンゼル
主人公。幼いながらも非常に冷静で賢い少年。
グレーテル
もう一人の主人公。ヘンゼルの妹。
魔女
道に迷ったヘンゼルとグレーテルを自身の「お菓子の家」に招き入れて、当初は彼らに優しく接するが、それは表向きの顔で実際には彼らを食べる事が目的であった。
ヘンゼルとグレーテルの機転により、かまどの中に押し込められて焼死してしまう。
木こり
ヘンゼルとグレーテル兄妹の父。優しい性格だが、女将さんが「山に子供達を捨てよう」と提案された際に強く拒否出来ないなど頼りない面がある。
妻
ヘンゼルとグレーテル兄妹の母（改版以後は継母）。飢饉で食料不足になり、子供達を山に捨てる事を提案する。1度目の計画が失敗(兄妹が無事に帰宅)し、2度目の計画の際にはヘンゼルが小石を拾えないように細工するなど非常に狡猾で残忍な性格。
兄妹が魔女のもとから脱出した頃には病により故人となっている。

## 成立
「ヘンゼルとグレーテル」は1811年ごろ、当時カッセルにあったグリム兄弟の住居の近所の薬局のヴィルト家姉妹から採集した、ヘッセン州に伝わる民話の中の一篇である。1812年に出版した『子供と家庭のメルヒェン集』初版に収録され、1857年の決定版とも呼ばれる第7版に至るまでに、さまざまな付け加えや書き換えが行われている。
たとえば、初版では実の母親だったものが、第4版からは継母に改変され、台詞もより冷酷なものへと変更されており、初版では共犯関係にある父親が第7版ではその責任の軽減を図る描写が加えられ、母親だけが悪者扱いされている。母親や女性を悪者にするのは昔話においてよく見られる古い価値観である。また、童話を意識した付け加えの例として、第7版では魔女の身体描写がより詳細になったことが挙げられる。
他にも、以下のような改編が行われている。
- 魔女の家が雑多な菓子だけで出来ている（「お菓子の家」）。原作では壁がレープクーヘンで、屋根は菓子類、窓は透き通った砂糖で出来ていたと記述されている。
- 決定版とされている第7版では、森から家に帰る際に川を渡る時、鴨の背に乗るという別の伝承のエピソードが付け加えられている。

### エピソード改変例
ドイツ語から他の言語に翻訳する場合や、主に子供向けの本では、一部のエピソードが残酷性などを理由に変更されている場合がある。以下ではその例を述べる。
- ヘンゼルが小石を集めるシーンを省略する[4]。
- 魔女がかまどに押し込まれない。
- グレーテルが、魔女の家で魔法を身につける。
- 父親が不在。もしくは、物語の最初で死別する。
- 物語の最後で母親が雷に打たれて死ぬ。
- 改心した両親が帰ってきた2人を見て喜び助け合って暮らす[4]。
- 二人を捨ててくるとき、食べた直後に血まみれになり死んでしまう毒のパンを渡され、魔女の家にたどり着く。魔女の家にたくさんの財宝、食料をヘンゼルが見つけ、翌日に魔女をわざと窯に入れて、火を付け焼き殺し、魔女の家に住んでいた子供に毒のパンを食べさせ殺し、全部の財宝、食料を持ち、家を後にする。家族の元に帰ってきた二人は、事情を話し、父親と和解し、ちっとも愛してくれなかった母親は井戸に落として殺す。(世にも恐ろしいグリム童話より)

また
- 最後にかまどの中で魔女が死ぬシーンで、継母（実母）も一緒に死ぬ。もしくは、魔女と継母（実母）が同一人物。

などの話もあるが、これは、「一部のエピソードが残酷性などを理由に変更されている」という理由からは外れるだろう（詳しくは魔女の項を参照）。甘口が徹底しているのは後述のオペラ版で、母親は単に2人に苺摘みに森へ行くよう命じただけで、後から夫に魔女の話を聞き、慌てて2人で行方を捜すという改変になっている。

## 名前
「ヘンゼル」(Hänsel) は男性の洗礼名ヨハネス (Johannes) の短縮形ハンス (Hans) に、「グレーテル」(Gretel) は女性の洗礼名マルガレーテ (Margarete) の短縮形グレーテ (Grete) に、それぞれ縮小辞 -el を添えて「ハンスちゃん」「グレーテちゃん」といった響きを持たせた。
地方色のある子供向けの呼び名である。他の地方での子供の呼び名であるヘンスヒェン（Hänschen、唱歌「ちょうちょう」の原曲に現れる）やグレートヒェン（Gretchen、ゲーテ「ファウスト」のヒロインの名で知られる）に相当し、大人になればヒェン (-chen) が取れて単にハンス (Hans)、グレーテ (Grete) と呼ばれる。

## この童話を原作とする作品

### 舞台作品
- オペラ『ヘンゼルとグレーテル』 - エンゲルベルト・フンパーディンク作曲、1893年にヴァイマル宮廷歌劇場で初演。

### 映画作品
- ヘンゼルとグレーテル (2002年の映画) - メルヘンファンタジー作品。娘役でダコタ・ファニングが出演している。

- ヘンゼル & グレーテル（2013年） - 魔女狩り専門の賞金稼ぎとなった15年後のヘンゼルとグレーテルを描いた映画。
- ヘンゼルとグレーテル おそろし森の魔女（2013年） - 魔女リリスにとらわれ調理を待つだけの双子の兄妹が洋館から脱出しようと奮闘するホラ―映画。
- ヘンゼル&グレーテル 〜呪いの森の魔女〜（2013年） - アメリカ・カリフォルニア州に暮らす双子の兄妹。妹の恋人が地下で大麻を栽培している魔女の館にとらわれてしまう。「トワイライト」シリーズのプロデューサー・マーク・モーガンが手掛けたダークファンタジー映画。
- ヘンゼルVSグレーテル 最強魔女ハンター最後の戦い（2015年） - 魔女になったグレーテルとヘンゼルが戦う。
- グレーテルとヘンゼル（2020年） - グレーテルを姉、ヘンゼルを弟とした映画作品。ソフィア・リリスとサミュエル・リーキーが演じている。

### ドラマ作品
- ヘンゼルとグレーテル (テレビドラマ) - ティム・バートン監督がディズニーに在籍していた頃に製作したテレビ用短編作品。

### アニメ作品

#### グリム名作劇場
1987年10月28日に朝日放送制作、テレビ朝日系列の『グリム名作劇場』枠でテレビアニメ化された。

#### サンリオ世界名作映画館
リトルツインスターズを主役にした『キキとララのヘンゼルとグレーテル』が1993年7月にOVAとして制作された。キキがヘンゼル、ララがグレーテルとなっている。

#### サンリオ世界名作劇場
『ハローキティのヘンゼルとグレーテル』としてハローキティがグレーテルでダニエルがヘンゼル、ジョージがヘンゼルとグレーテルの父となっている。原作に沿ってはいるものの、継母が最終的に存命しているなど一部異なる。

## この童話をモチーフとして用いているもの
- おとぎ銃士 赤ずきん - 二人がおとぎの国の住人として登場。
- ルードヴィッヒ革命 - グリム童話の世界の住人（殺し屋）として登場。
- ブラックラグーン - こちらのヘンゼルとグレーテルも殺し屋だが、本人ではなく童話から名づけられた現代の子供である。
- グレーテルのかまど - ヘンゼルとグレーテルの末裔である15代ヘンゼル（演・瀬戸康史）が、姉グレーテルのためにかまどの精と共にお菓子づくりをするという設定の料理・教養番組。
- 断章のグリム
- パンくずリスト - この童話が由来で命名された。
- フェアリーテール・シアター - シェリー・デュヴァルがホストのおとぎ話を主体としたアメリカ合衆国のテレビドラマの1エピソードとして同作が映像化された。
- SOUL SACRIFICE - リニューアル版の『SOUL SACRIFICE DELTA』に人型魔物として登場。イナゴの大量発生により訪れた飢餓を理由に親から森に置き去りにされた兄妹が願った結果、お菓子で出来た体を持つ巨大なイナゴ型の魔物へと変化した。
- ニーア ゲシュタルト/レプリカント - 対となる2体のマモノがボスキャラクターとして登場する。ヘンゼルとグレーテルが名前の由来となっている。またファイナルファンタジーXIV漆黒の反逆者にも同作とのコラボで登場している。
- 絶対迷宮グリム - ゲストキャラとして、ヘンゼルとグレーテルが登場。
- ミスティックアーク - おとぎの世界でゲストキャラとして登場する
- 月光条例 - 登場人物の"物語世界の人物"中、本作の世界からも兄妹が（異常化した）敵として登場している。
- SINoALICE - この童話を元にした、グレーテルという呼称のキャラクターが登場する。
- グリムノーツ - 童話を元にしたゲームで、「グリム童話の想区」にてヘンゼルとグレーテルが登場している。
- グリムエコーズ - 童話をモチーフとしてたRPG。本作を元にした「迷える子どもたちのメルヘン」が登場している。
- 大和ハウス工業のCM - 「なんでダイワハウスなんだ？」シリーズでヘンゼルとグレーテルがお菓子の家の壁に「Daiwa House」と書いてあるのを見つけて突っ込む内容。